# آمازون الکسا
آمازون الکسا (انگلیسی: Amazon Alexa) که به‌سادگی با نام الکسا (انگلیسی: Alexa) نیز شناخته می‌شود، فناوری دستیار مجازی است که تا حد زیادی براساس ترکیب‌کنندهٔ گفتاری لهستانی به نام ایونا ایجاد شده‌است. در حال حاضر دستیار آمازون الکسا (Amazon Alexa) در بسیاری از محصولات شرکت های حوزه فناوری قرار گرفته است و می‌توان آن‌ها را در انواع بلندگو‌ها، ربات های هوشمند، لامپ های هوشمند و غیره مشاهده کرد.این دستیار مبتنی بر صوت قادر است وظایف مختلفی را نظیر پخش موسیقی، کنترل گجت های هوشمند خانگی، خاموش و یا روشن کردن چراغ‌های منزل، قفل درها و حتی تنظیم ترموستات انجام دهد.

## تاریخچه
الکسا از نسل قبلی خود به نام ایونا که در لهستان و با الهام از ۲۰۰۱: ادیسه فضایی ایجاد شده بود، پدید آمد و آمازون آن را در سال ۲۰۱۳ خریداری کرد. آمازون در نوامبر ۲۰۱۴، الکسا را در کنار اکو معرفی کرد. الکسا می‌تواند تعدادی از عملکردهای پیش‌فرض خارج از چارچوب را انجام دهد که شامل تنظیم زمان، اشتراک‌گذاری آب‌وهوای کنونی، ایجاد فهرست، دسترسی به مقاله‌های ویکی‌پدیا و برخی موارد دیگر است. آمازون تا نوامبر ۲۰۱۸، ده هزار کارمند داشت که روی الکسا و محصولات مرتبط کار می‌کردند. در ژانویهٔ ۲۰۱۹، تیم دستگاه‌های آمازون اعلام کرد که بیش از صد میلیون دستگاه که الکسا روی آن فعال است، فروخته‌اند.اوایل سال 1996 بود که برای اولین بار از وبسایت الکسا رونمایی شد. وبسایتی که دو کارآفرین موفق دنیای وب به نام های بروستر کیل و بروس جلیت بنیان گذار آن بودند و با هدف بررسی ترافیک در سطح وب آن را بنا نهادند. به مدت سه سال یعنی تا سال 1999 وبسایت الکسا اینترنت به صورت مستقل کار می کرد و با جمع آوری اطلاعاتی مثل لینک های ورودی به سایت ها، مدت زمان حضور کاربر و تعداد صفحات موجود در هر سایت توانسته بود یک پایگاه داده ی قدرتمند برای خود و مدیران وبسایت ها و سئوکاران در سراسر دنیا بسازد

## چرا به آن الکسا می‌گویند؟
اپل سیری دارد. Google Homeدارای Google Assistant است که با گفتن «OK, Google» زنده می‌شود. آمازون الکسا دارد. اما چرا؟ به گفته دیوید لیمپ، مدیر اجرایی آمازون که بر توسعه این سرویس نظارت داشت، نام “الکسا” به چند دلیل انتخاب شد. اولاً، نام «الکسا» به کتابخانه اسکندریه برمی‌گردد که سعی در جمع‌آوری تمام دانش جهان داشت. آمازون تلاش می کند همین کار را انجام دهد. الکسا همیشه در حال یادگیری است، اما از نظر تئوری، باید منبع اطلاعاتی یکپارچه باشد.

## چگونه میتوانیم از الکسا استفاده کنیم؟
برای اینکه بتوانید با الکسا هم صحبت بشوید نیاز است که اسم آن را صدا بزنید. آمازون خیلی سعی داشته که این دستیار مجازی فقط با یک کلمه به صحبت های شما گوش دهد. برای اینکه شما بتوانید از الکسا استفاده کنید باید دستگاهی خریداری کنید که قابل استفاده با آن باشد. مهم ترین و کاربردی ترین دستگاه هایی که می توان استفاده کرد اکو، دات، تپ، هست که ساخت خود شرکت آمازون هستند.

## برخی از کاربردهای الکسا
الکسا یک دستیار آشپزی حرفه‌ای است: الکسا به‌صورت پیش‌فرض قابلیت ایجاد فهرست خرید مایحتاج روزانه شما را در خود دارد. با این وجود، می‌توانید به‌سادگی درحالی‌که مشغول آشپزی هستید، با صدای بلند به الکسا بگویید برای مثال، فلفل دلمه‌ای شما تمام شده است و حتی لازم نیست برای این کار از کنار گاز دور شوید.البته قابلیت‌های کمک به آشپزی در الکسا بسیار فراتر از این هستند؛ این دستیار هوشمند صوتی می‌تواند با نرم‌افزاری به نام Chefling سازگار شود که به آن اجازه می‌دهد دستور پخت غذاهای مختلف را برای شما بخواند و لیست خرید شما را به مغازه‌های طرف حساب شما ارسال کند و حتی حساب تاریخ انقضای محصولات داخل یخچال شما را نیز داشته باشد. الکسا می‌تواند زمانی که به خرید می‌روید، شما را از موجودی انبار مواد غذایی خانگی آگاه سازد؛ به‌این‌ ترتیب در زمان خرید چیزی را فراموش نخواهید کرد. با این حساب اگر اهل آشپزی در خانه هستید و بارها پیش آمده است که پس از بازگشت به خانه، به یاد آورده‌اید که چند قلم جنس مورد نظر را فراموش کرده‌اید، همکاری الکسا و نرم‌افزار Chefling برای شما بسیار کارآمد خواهد بود.
الکسا می‌تواند تلفن همراه شما را پیدا کند: برای همه ما پیش آمده است که تلفن همراه خود را در گوشه‌ای از خانه بگذاریم و بعد مکان آن را فراموش کنیم و به دنبال دستگاه خود بگردیم. دیگر سناریوی ممکن در این شرایط، این است که روی مبل نشسته باشید و تلفن همراه شما از جیبتان سر بخورد و به داخل درزهای مبل بلغزد. در چنین شرایطی، یکی از بهترین راه‌حل‌ها این است که از کس دیگری بخواهید با شماره شما تماس بگیرد تا بتوانید موقعیت مکانی دستگاه خود را بیابید؛ ولی اگر کس دیگر در خانه در کنار شما نیست می‌توانید روی الکسا حساب بازکنید. کافی است مهارت Where’sMyPhone را در این دستیار هوشمند صوتی فعال‌ سازید تا الکسا به تلفن همراه شما زنگ بزند و موجب شود تا بدون کمک دیگران، آن را پیدا کنید.
الکسا می‌تواند برای شما تاکسی خبر کند: اگر دائما به این‌طرف و آن‌طرف شهر می‌روید؛ ممکن است با مشکل یافتن تاکسی روبرو باشید و به خاطر انجام کارهایی مانند حاضر شدن و خبر کردن تاکسی به‌صورت هم‌زمان، دیرتر از زمان تعیین‌شده به محل قرار خود برسید. با کمک مهارت‌های ویژه الکسا می‌توانید این دو کار را هم‌زمان انجام بدهید. این مهارت نیاز به دانستن موقعیت مکانی اکو دارد و شما می‌توانید وقتی در حال دوش گرفتن هستید، الکسا را فراخوانی کنید و از آن بخواهید برای شما تاکسی خبر کند. امروزه تاکسی‌های آنلاینی مانند اوبر (Uber) و لیفت (Lyft) به‌خوبی در سطح جهانی جایگاه خود را تثبیت کرده‌اند و الکسا می‌تواند به‌راحتی این تاکسی‌ها را برای شما فراخوانی کند و بدون شک، یکی از دلایل اصلی ساخته شدن دستیارهای هوشمند صوتی موارد این‌چنینی هستند.
الکسا می‌تواند شما را از آخرین اخبار تیم ورزشی موردعلاقه‌تان آگاه سازد: این قابلیت به‌صورت پیش‌فرض در الکسا وجود دارد و نیازی به نصب برنامه جانبی برای فعال‌سازی آن نیست؛ ولی بسیاری از کاربران از آن خبر ندارند. شما می‌توانید با مراجعه به بخش تنظیمات الکسا، اخبار ورزشی مدنظر خود را در آن شخصی‌سازی کنید و به‌این‌ترتیب اخبار مربوط به نتایج، برنامه بازی‌ها و .. را که به تیم محبوب شما مرتبط هستند، به‌سرعت توسط الکسا دریافت کنید.
الکسا می‌تواند پیش از خواب برای کودکان قصه بخواند: این قابلیت بدون شک یک نعمت بزرگ برای والدینی است که از خواندن قصه‌های شبانه برای کودکانشان خسته شده‌اند ولی همچنان باید زمان خود را برای این کار بگذارند. البته ممکن است خوشتان نیاید که یک ربات برای کودک شما قصه بخواند؛ ولی کودکان این امر را دوست خواهند داشت. این نرم‌افزار به شما اجازه می‌دهد داستان را شخصی‌سازی کنید و نام کودک خود را نیز در داستان به کار ببرید. هر یک از داستان‌ها در زیر یک دقیقه تمام می‌شود؛ ولی درصورتی‌که نیاز به استراحت بیشتر در یک شب خاص یا انجام کارهای شخصی خود دارید، به‌خوبی به خوابیدن کودک شما کمک می‌کند. با این حال به یاد داشته باشید که هیچ‌چیز به‌اندازه صدای خود شما برای کودکتان مؤثر نیست.
الکسا می‌تواند بدون تلفن همراه از طرف شما پیام متنی ارسال کند: الکسا به‌صورت پیش‌فرض به فهرست مخاطبین شما دسترسی ندارد؛ ولی بخشی به نام SMS with Molly برای آن وجود دارد که می‌توان به کمک آن حتی هنگامی که تلفن همراه شما در دسترستان نیست، پیام متنی به دیگران ارسال کنید. البته راه‌اندازی این مهارت نیاز به حوصله دارد؛ زیرا باید تنظیمات فراوانی را روی الکسا تغییر بدهید و شماره‌های مخاطبین را نیز به‌صورت دستی وارد کنید. با این وجود اگر پیام‌های متنی زیادی ارسال می‌کنید، این قابلیت برای شما بسیار مفید خواهد بود. 

## یادداشت
1. ↑  Ivona